# Brain Dead 13
Brain Dead 13 ou BrainDead 13 est un film interactif produit par ReadySoft sorti pour DOS en 1995 et plus tard porté sur consoles en 1996.

## Scénario
Le personnage principal est un jeune as de l'informatique (Lance), qui un jour est appelé pour réparer un ordinateur dans un château effrayant. Il se retrouve piégé et poursuivi par Fritz, un servant fou du docteur Dr. Nero Neurosis, le méchant de l'histoire possédant des crochets à la place de ses mains.

## Système de jeu
Il existe plusieurs chemins pour accéder à la fin.

## Distribution
Voix françaises
- Roger Carel : Lance Galahad, Dr Nero Neurosis et Moose
- ? : Vivi

Les personnages ne prononçant pas de mots distincts, comme Fritz, gardent leur voix originelle.